# 博伊·羅德里奎茲
斐迪南·博伊·羅德里奎茲（英語：Ferdinand Boi Rodriguez，1966年4月14日—），波多黎各出生的美國棒球運動員，主要守備位置是外野手與一壘手；投球的慣用手是右手，打擊則是左手。他在亞洲的台灣、日本和韓國都打過球。1997年加入中華職棒統一獅隊，使用的登錄名為「羅得」，並獲得全壘打王；2002年則在日本職棒橫濱海灣星隊；2003年還短暫效力過韓國職棒樂天巨人隊。

## 業餘時代
1985年，羅德里奎茲就讀於印第安納州立大學，並效力於學校的棒球隊。就學期間，他獲得多項榮譽；1985、1986年兩次獲選為密蘇里河谷聯盟第一隊三壘手、1987年則名列第二隊與1986年NCAA地區隊三壘手等。並且保有多項大學紀錄；生涯擊出48支全壘打排名第一與1985年創下單季20支全壘打及82分打點等紀錄。2020年，羅德里奎茲被票選進入印第安納州立大學名人堂。

## 職業生涯

### 美國職棒小聯盟
1987年美國職棒大聯盟選秀會，羅德里奎茲在第4輪被蒙特婁博覽會隊選中。他首先從小聯盟短期1A中紐約賓州聯盟的詹姆斯敦博覽會隊起步，繳出打擊率2成81、全壘打15支、打點65分和高飛犧牲打7支的成績。知名雜誌《棒球美國》將羅德里奎茲排在該聯盟潛力新秀第4名。
1991年4月1日，博覽會隊將他和外野手奧提斯·尼克森交易到亞特蘭大勇士隊，換取捕手吉米·克雷默斯和日後指定球員；6月3日，勇士隊再將小聯盟球員基思·莫里森（Keith Morrison）送到博覽會隊，完成這筆球員交易。1991年至1993年，羅德里奎茲雖然升上3A里奇蒙勇士，並且在3個球季穩定繳出2成81、2成77和2成67的打擊率，還是沒有機會登上大聯盟；而他的守備位置也從三壘，逐漸移防到一壘和外野。
1994至1996年，他除了輾轉於匹茲堡海盜與堪薩斯市皇家的小聯盟球隊，還到墨西哥棒球聯盟打球。

### 統一獅
1997年，這位31歲的波多黎各老將踏上台灣土地，效力中華職業棒球大聯盟的統一獅隊，使用的登錄名為「羅得」。2月23日，羅德里奎茲首度在中職出賽對上時報鷹隊，擔任先發第6棒左外野手；1個打數沒有安打，獲得1次四壞球保送；鷹隊在第3局狂得8分，以9比2輕取獅隊。他的中職首安打和打點出現在3月11日；面對和信鯨隊投手，4個打數敲出2支安打，有1分打點；幫助獅隊以9比3擊敗鯨隊。3月15日，擊出在中職唯一的三壘安打。3月25日，統一獅對味全龍隊；羅德里奎茲單場擊出3支安打，演出中職首次猛打賞；可惜獅隊以2比5落敗。4月1日，他的首發全壘打出爐；第9局砲轟兄弟象隊後援投手孟雷迪，揮出3分打點全壘打；這支全壘打讓獅隊追加保險分，最後以5比1獲勝。
4月20日，羅德里奎茲第8、第9局接連從三商虎隊投手利多和吳世賢手中轟出全壘打；這場比賽他5個打數打出4支安打，包含雙響砲，還貢獻3分打點；幫助獅隊在最後2局灌進7分，以7比3贏得比賽勝利。下一場比賽，羅德里奎茲首局就揮出2分打點全壘打，連2場開轟；此役他4個打數擊出2支安打，帶領獅隊以5比4險勝虎隊，也首次獲選單場最有價值球員。4月26日至5月4日，羅德里奎茲的手感火燙；連續5場比賽打出2支以上的安打，連續3場轟出全壘打，並拿下2次單場最有價值球員。
他的好表現，使得總教練林家祥將他的棒次調整到第3棒，而原本打擊率偏低的第3棒賀亮德則改打第5棒。因此，前4棒分別是羅偉、羅國璋、羅得和羅敏卿；球迷也稱呼「四羅」為「羅家班」。棒次的調整也掀起一波連勝的氣勢；4月20日至5月20日，獅隊15連不敗；15場比賽中取得13勝2和的佳績。5月14日，統一獅對時報鷹隊，羅德里奎茲創下難得一見的紀錄。7局下半，獅隊狂得11分；他單局2次站上打擊區，居然連續2個打席都轟出3分打點全壘打，苦主分別是雷龍與羅曼，締造中職唯一「單局雙響砲」紀錄。接下來2場比賽，羅德里奎茲再度開轟，連續3場比賽都出現全壘打。
6月29日，由於外野手黃煚隆受傷，他遞補進入中華職棒明星賽，擔任明星紅隊先發。羅德里奎茲在明星賽4個打數，沒有擊出任何安打。7月15日，他再度單場打出4支安打，包含2支二壘安打，貢獻2分打點；帶領獅隊以13比1大勝時報鷹隊。8月3日，羅德里奎茲面對興農牛隊投手，4個打數敲出3支安打，賽後打擊率再度回到4成以上；球季進行5個多月，他的打擊率高達4成01。8月9日，羅德里奎茲5局下半從兄弟象隊先發投手東鈮手中轟出一發滿貫全壘打；這支全壘打將比數拉開到5比1，終場更以13比2大勝對手。8月22日，他在1比3落後的情況下，一支逆轉比數的3分打點全壘打將味全龍隊先發投手奧斯汀打成敗投，也是本季第21轟，幫助獅隊以6比3贏球。
9月11日至9月16日，羅德里奎茲又是連續3場比賽都出現全壘打。9月23日，他轟出本季第27號全壘打；象隊的奧力偉也在9月27日轟出第25支，緊追在後。10月7日，羅德里奎茲在台灣的最後一場比賽；面對三商虎隊投手，1個打數沒有安打，有2次四壞球保送；終場獅隊以4比0完封虎隊。球季結束後，他繳出打擊率3成60、全壘打27支和打點77分的成績；獲得中華職棒全壘打王和最佳九人外野手等獎項。不只是全壘打，羅德里奎茲的各項數據幾乎都是名列前矛；四壞球保送、上壘率、長打率和OPS為聯盟最高；打點77分僅次於德伍與奧力偉，屈居第3；安打113支排名第8；壘打數218也僅次於德伍。
離開台灣後，羅德里奎茲再次回到墨西哥棒球聯盟，效力於蒙克洛瓦鐵人隊。他在這裡打了4個球季，成績非常優異；2000年以打點88分摘下打點王；2001年更以全壘打33支和打點100分獲得全壘打和打點雙冠王。

### 橫濱海灣星
2002年，36歲的羅德里奎茲再度來到亞洲尋找機會，這次加入的是日本職棒中央聯盟的橫濱海灣星隊。3月30日開幕戰，他擔任先發第7棒右外野手，沒有擊出任何安打。3月31日，第2戰對上黑田博樹領銜先發的廣島東洋鯉魚隊，羅德里奎茲貢獻日職首安打、全壘打與打點；該役他4個打數敲出2支安打，有2分打點，但橫濱隊以6比7不敵廣島隊。4月17日，羅德里奎茲在6局上半一發石破天驚的滿貫全壘打，將養樂多燕子隊的先發投手石川雅規打成敗投；他包辦全隊所有打點，帶領球隊以4比0完封養樂多隊。4月29日，羅德里奎茲面對養樂多隊投手，4個打數擊出3支安打，演出日職首次猛打賞；另外還貢獻3分打點，幫助橫濱隊以10比8險勝養樂多隊。5月1日至5月21日，橫濱隊遭遇一波13連敗。一直到5月22日，橫濱隊主場應戰廣島隊；他單場打出2支安打，包含一支陽春全壘打，終於以3比1中止連敗。
6月29日，羅德里奎茲砲轟阪神虎隊先發投手特雷·摩爾，單場雙響砲；可惜延長賽的10局下半未能成功守住，最後以3比4落敗。7月27日，橫濱隊客場挑戰廣島隊，他締造完全打擊，也是日本職棒史上第56次；而橫濱隊上一次達成此項紀錄的球員，正是日職史上唯一3次締造完全打擊的強打者羅伯特·羅斯。美中不足的是，這場比賽羅得獨木難支，最後以2比6敗給廣島隊。9月5日，他從中日龍隊先發投手馬丁·瓦爾加斯手中轟出第15號全壘打，幫助球隊以4比1獲勝。10月12日，羅德里奎茲從養樂多隊先發投手凱文·哈吉斯手中，揮出本季第18號全壘打，並貢獻3分打點；但橫濱隊鏖戰到第10局，仍以5比7落敗。10月14日，他在日本的最後一場比賽；面對廣島隊投手，4個打數擊出2支安打，有1次四壞球保送；不過橫濱隊還是以4比5吞下本季第86敗。
球季結束後，橫濱海灣星隊以49勝86敗5和、勝率3成63在中央聯盟墊底。11月28日，橫濱隊與羅德里奎茲解約；他在球隊出賽138場，留下打擊率2成62、全壘打18支和打點60分的成績。雖然羅德里奎茲的統計數據看起來不夠亮眼，但橫濱是一支進攻火力很薄弱的球隊，團隊打擊率2成40居央聯之末。因此，他成為球隊全壘打和打點雙冠王；全壘打18支比第2名的麥克·古蘭多8支，打點60分則比第2名的石井琢朗多11分。

### 樂天巨人
2003年，羅德里奎茲轉戰韓國職棒的樂天巨人隊。然而，樂天巨人自4月5日開幕戰起至4月19日連敗11場、連續13場比賽不勝。期間，他從開幕戰至4月15日共出賽7場，打擊率僅有1成90，21個打數吞下11次三振，很快就遭到球隊解約。
離開韓國後，羅德里奎茲第三度回到墨西哥棒球聯盟；一直到2005年球季，他高掛球鞋，結束職業生涯。

## 職棒生涯成績
中華職棒成績：
| 年度 | 球隊 | 場次 | 打席 | 打數 | 得分 | 安打 | 二壘打 | 三壘打 | 全壘打 | 打點 | 盜壘 | 四壞 | 三振 | 打擊率 | 上壘率 | 長打率 |
| 1997 | 統一 | 92   | 385  | 314  | 83   | 113  | 22     | 1      | 27     | 77   | 5    | 61   | 67   | .360   | .467   | .694   |
| 1年  | 1年  | 92   | 385  | 314  | 83   | 113  | 22     | 1      | 27     | 77   | 5    | 61   | 67   | .360   | .467   | .694   |

日本職棒成績：
| 年度 | 球隊 | 場次 | 打席 | 打數 | 得分 | 安打 | 二壘打 | 三壘打 | 全壘打 | 打點 | 盜壘 | 四壞 | 三振 | 打擊率 | 上壘率 | 長打率 |
| 2002 | 橫濱 | 138  | 510  | 451  | 56   | 118  | 24     | 3      | 18     | 60   | 10   | 54   | 122  | .262   | .341   | .448   |
| 1年  | 1年  | 138  | 510  | 451  | 56   | 118  | 24     | 3      | 18     | 60   | 10   | 54   | 122  | .262   | .341   | .448   |

韓國職棒成績：
| 年度 | 球隊 | 場次 | 打席 | 打數 | 得分 | 安打 | 二壘打 | 三壘打 | 全壘打 | 打點 | 盜壘 | 四壞 | 三振 | 打擊率 | 上壘率 | 長打率 |
| 2003 | 樂天 | 7    | 23   | 21   | 0    | 4    | 2      | 0      | 0      | 0    | 0    | 2    | 11   | .190   | .261   | .286   |
| 1年  | 1年  | 7    | 23   | 21   | 0    | 4    | 2      | 0      | 0      | 0    | 0    | 2    | 11   | .190   | .261   | .286   |

## 外部連結
- 博伊·罗德里格斯在日本職棒（英语）
- 博伊·罗德里格斯在韓國職棒（打者）（英语）
- 博伊·罗德里格斯在中華職棒
- 博伊·罗德里格斯在Baseball-Reference.com（小聯盟以及海外聯盟）（英语）
- 博伊·罗德里格斯在The Baseball Cube（英语）